# Molophilus sublateralis
Molophilus sublateralis är en tvåvingeart som beskrevs av Alexander 1922. Molophilus sublateralis ingår i släktet Molophilus och familjen småharkrankar. Inga underarter finns listade i Catalogue of Life.